# Kaempferia lopburiensis
Kaempferia lopburiensis är en enhjärtbladig växtart som beskrevs av Chayan Picheansoonthon. Kaempferia lopburiensis ingår i släktet Kaempferia och familjen Zingiberaceae. Inga underarter finns listade i Catalogue of Life.